# Симпатик
Симпатик (англ. The Sympathizer) — дебютний роман американського професора в'єтнамського походження В'єт Тан Нгуєна. Книга була визнана бестселером 2015 року журналом The New York Times та удостоєна Пулітцерівської премії у 2016 році. Пулітцерівський комітет назвав роман «багатошаровою іммігрантською історією», розказаною «людиною двох розумів та двох країн: В'єтнаму та США».

## Сюжет
Книга розповідає про падіння уряду Південного В'єтнаму в 1975 році, і наступні події, що розгорнулися вже в Каліфорнії, США. Розповідь ведеться від імені головного героя — політичного ув'язненого, у минулому — таємного комуністичного агента, чиє ім'я протягом усієї книги залишається неназваним.

## Нагороди
- 2015 — Center for Fiction First Novel Prize, переможець;
- 2015 — Asian/Pacific American Award for Literature, переможець;
- 2016 — Медаль Ендрю Карнегі, переможець;
- 2016 — Пулітцерівська премія за художню книгу, переможець;
- 2016 — Премія Едгара Аллана За найкращий перший роман американського письменника;
- 2016 — Американська літературна премія ПЕН/Фолкнер, фіналіст;
- 2016 — Dayton Literary Peace Prize, переможець;
- 2017 — Дублінська літературна премія, номінація.

## Телевізійна адаптація
У квітні 2021 року A24 і Rhombus Media придбали права на роман, щоб екранізувати його в телесеріалі. У липні 2021 року було оголошено, що HBO замовила серіал. Виробництвом серіалу займатиметься A24 з Робертом Дауні-молодшим у ролі одного з головних ролей та виконавчого продюсера, Пак Чан-вуком у ролі режисера та Доном Маккелларом у ролі співавтора шоу. У листопаді 2022 року до акторського складу приєдналися Хоа Сюанде, Фред Нгуєн Кхан, Тоан Ле, Ви Ле, Алан Тронг, Сандра О, Кіу Чін, Нгуен Цао Кон Дуйен. У січні 2023 року було оголошено, що Марк Манден і Фернандо Мейреллес будуть режисерами кількох епізодів серіалу, а також Дуй Нгуєн, Кайлі Тран і ВіВі Нгуєн долучилися до акторського складу. У травні 2024 року серіал вийшов на екрани та містить 7 епізодів.